# Kenneth Gamet
Pour les articles homonymes, voir Gamet.
Kenneth Gamet est un scénariste américain né le 23 octobre 1903 à Little Sioux (Iowa) et décédé le 13 octobre 1971 à Los Angeles (Californie).

## Filmographie partielle
- 1940 : Pago Pago, île enchantée (South of Pago Pago) d'Alfred E. Green
- 1942 : Les Tigres volants (Flying Tigers) de David Miller
- 1942 : La Fièvre de l'or noir (Pittsburgh) de Lewis Seiler
- 1943 : Bomber's Moon d'Edward Ludwig et Harold D. Schuster
- 1944 : Tampico de Lothar Mendes
- 1948 : Le Réveil de la sorcière rouge (Wake of the Red Witch) d'Edward Ludwig
- 1948 : Ton heure a sonné (Coroner Creek) de Ray Enright
- 1949 :  Face au châtiment (The Doolins of Oklahoma) de Gordon Douglas
- 1951 : Les Diables de Guadalcanal (Flying Leathernecks) de Nicholas Ray (+ nouvelle)
- 1951 : Le Cavalier de la mort (Man in the Saddle) d'André de Toth
- 1953 : Le Sabre et la Flèche (Last of the Comanches) d'André de Toth
- 1953 : La Dernière Chevauchée (The Last Posse) d'Alfred L. Werker
- 1953 : Les Massacreurs du Kansas (The Stranger Wore a Gun) d'André de Toth
- 1955 : Dix Hommes à abattre (Ten Wanted Men) de H. Bruce Humberstone
- 1956 : La Horde sauvage (The Maverick Queen) de Joseph Kane